# Уастеки (цивілізація)

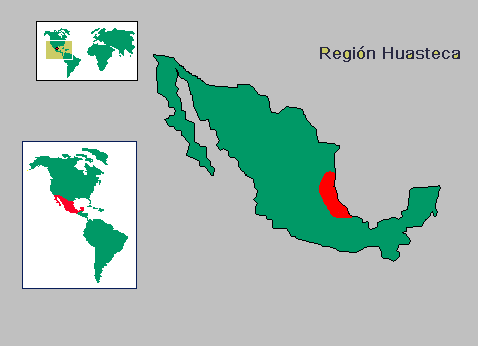
Регіон Уастека

Уастеки — одна з давніх цивілізацій Месоамерики, що склалася на основі народу уастеки. Останні за мовою і походженням були родичами стародавніх мая. Цивилізація набула розвитку у X—XIII ст, розквіт припав на XIII—XVI ст. Розвивалася на території без чітких меж, займаючи штат Тамауліпас, північну частину Веракрусу, Сан-Луїс-Потосі, Ідальго і невелику територію штатів Керетаро і Пуебла. Згодом була підкорена ацтеками, а після цього іспанцями.

## Історія

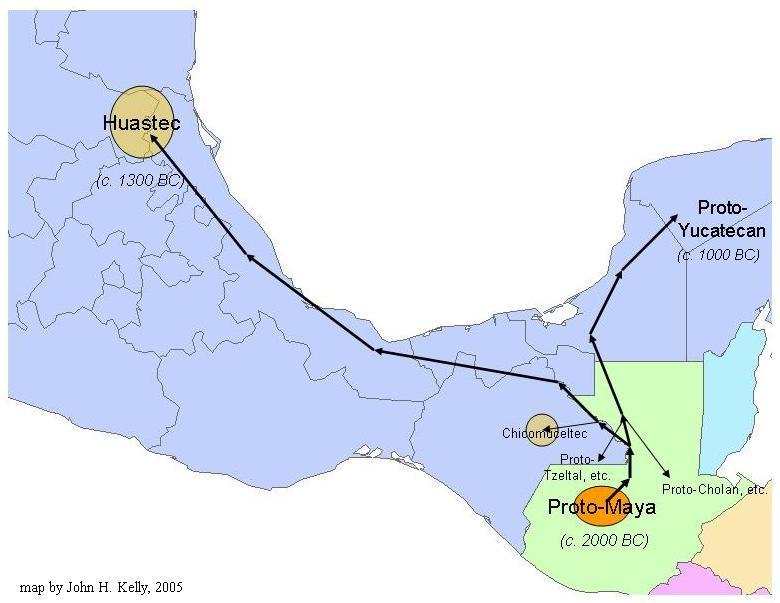
Відділення протоуастеків від протомая

Були частиною племен умовно названих протомая. Разом з якими мешкали десь на північному заході Мексики. Між 2200 і 1500 роками до н. е. про-уастеки відділилися від протомая. Водночас зберегли багато в традиціях звичаях, частково в мові. Причинами розділу вченні вважають: з одного боку міграцію протоуастеків на північ від області мая, з іншого, рух до атлантичного узбережжя протоольмеків.
Між 1500 і 900 роками до н. е. племена уастеків оселилися у південній частині Мексиканської затоки, в багатих золотом гірських районах, уздовж нижньої течії північномексиканських річок Тампіко і Пануко.
Постійні конфлікти з не менш войовничим и горянами-сусідами змусили уастеків максимально мілітаризуватися, що, мабуть, і стало причиною затримки їхнього загального цивілізаційного розвитку, проте такий спосіб соціальної організації дав змогу їм вижити. Вони з успіхом протидіяали військам Теотіуакана, тольтекам, сапотекам і мая з Табаско.
Із послабленням у X ст. міст класичної культури Веракрус (а потім її остаточним занепадом) на узбережжі Мексиканської затоки остаточно згасла цивілізація тотонаків, цим не могли не скористатися їхні сусіди. Одними з лідерів в регіоні стають уастеки. Втім спочатку виникли конфлікти з тотонаками, які змусили уастеків у 1000 році залишити деякі поселення (в сучасному мексиканському штаті Санта-Луїс-Потосі).
В XI ст., поджалавши опір міст-держав Веракрус, уастеки відібрали в них північну частину узбережжя Мексиканської затоки. Столицею їх держави стало місто Шиукоак (Циукоак, іспанською — Сікоак). На формування й розвиток міст і культури уастеків мали сусідні міста культури Веракрус і епі-ольмеків, частково мая. Розквіт цивілізації уастеків відбувається у XIII-1-й пол. XV ст. В цей період постають нові величі міста — Кастельйо-де-Теайо, Віста Ґермоса, Платианіто, Тамток. На місці сучасного порту Тушпан існувало велике поселення уастеків, що займалося рибальство, через яке йшла морська торгівля з мая.
У XV ст. правителі уастеків вступили в союз з тотонаками задля протидії експансії Імперії ацтеків. У 1450 році були переможені уей тлатоані ацтеків Монтесумою I, зобов'язавши сплачувати данину продуктами землеробства й дарами моря. Складним становищем уастеків скористалися тотонаки, що знайняли території південніше, відрізавши уастеків від мая. Після смерті останнього вони скинули владу ацтеків. У 1467 році уастеки скинули залежність від ацтеків, але Монтесума I знову переміг їх.
У 1481 році під час походу ацтеків на чолі із уей тлатоані Тісоком до їх земель завдали ворогам рішучої поразки, що ледь сам Тісок врятувався. З цього моменту війни уастеків з ацтеками стають постійними. В часи Ауісотля уастеки зазнали низки поразок, втратили частину володінь, проте постійно бунтували проти ацтеків.
У 1491 році, начебто остаточно завойовані та замирені південні уастеки повстали проти іноземного гноблення і майже цілий рік мужньо чинили опір численнішим каральним арміям Потрійного союзу.
У 1519 році нечисленний загін іспанців спробував зайняти землі уастеків, але останні оточили й знищили ворогів. Після підкорення ацтеків Ернан Кортес виступив проти уастеків. Свій похід на північ він організував у 1521 році після значної підготовки. Перемога була здобута завдяки застосуваню вогнепальної зброї. Втім тривалий час уастеки боролися партизанськими методами в горах і джунглях. Остаточно були підкорені у 1530 році.

## Державне управління. Суспільство
Про внутрішній устрій уастецького вождівства відомо замало. Традиційне уастецьке суспільство мало теократичний характер. Втім точно не відомо, чи правителі поєднували світські й жрецьку владу, або відбувався своєрідний дуалізм (як у мая). Була централізована влада, представники якої знаходилися у всіх населених пунктах.
Жрецтво мало особливий статус, оскільки володіло цілою низкою секретів, украй необхідних людям, включаючи мистецтво лікування травами, вогнем і затворами, гіпнотичні камлання, чародійні обряди «чорної магії», гадання на обсидіанових дзеркалах і т. ін. Цим воно забезпечувало собі незаперечний авторитет серед одноплемінників, які жахалися їхньої всемогутності.

## Військо
Уастеки вирізнялися своїм бійцівським духом та войовничістю серед сусідів. Одниним виглядом наводячи жах на супротивника. Їхні чоловіки, які мали усі бути вояками (неспроможних або неохочих знищували). За це уастеків деякі дослідники порівнюють зі спартіатами Стародавньої Греції.
Ходили у бій тільки абсолютно голими. Навіть на тлі суворих давньоамериканських канонів війни поводження з полоненими, що його практикували уастеки, вважалося занадто жорстоким: як правило, з бранців з живих здирали скальпи, котрі переможці гордо носили на шиї.

## Економіка
Основою господарського комплекс було землеробство (маїс, боби, перець, ваніль, бавовник, какао тощо), а також мисливство, збиральництво, рибальство, які продовжували відігравали важливу роль (особливо з огляду географічного положення уастеків — значні річки та Мексиканська затока). Значну частину складала торгівля, при цьому хазяйнували тут мая-торгівці, які виконували функцію посередників. Основні торговельні шляхи товарів уастеків тягнулися до міст мая (на півдні) та до центральних районів Мексики (Анауак).

## Культура

### Мова
У лінгвістичному плані мову уастеків відносять до сім'ї мая-кіче

### Вірування
Відоме ім'я їхнього головного бога — Пая («Пісня Пір'я»), на честь якого уастецька верхівка влаштовувала криваві ритуали, протикаючи власні язики риб'ячим и кістками. Іншими значними божествами уастеків були: Тласольтеотль — богиня родючості і плотських гріхів, Сентеосіхуатль — бог кукурудзи і Кецалькоатль, культ його виник в уастеків, але був сприйнятий від них теотіуаканцями і тольтеками, які наділили йому більшого значення.
Також поклонялися силам природи, зірок, землеробства, дощу і низці явищ повсякденного життя, приносили дари померлим, але особливого значення надавали так званому «вторинному похованю»: після ексгумації (викопування) рештки людей знову закопували в землю.
В основі деяких ритуалів уастеків лежали уявлення про те, що, зображення надприродних сутностей, будь то душі людей або душі насіння чи великі боги, представляють їх життєві сили. Тому, «граючись» цими зображеннями, можна вплинути на природний хід подій. Ритуали були спрямовані на очищення, прохання врожаю, присвяченого матері молодого бога маїсу, велике дйство — присвяченого молодому богу маїсу, що переміг смерть, дав початок всякого роду їжі та став першим знахарем, заміщення, в під час якого живі люди представляють померлих і перебудовуються родинні стосунки.

### Архітектура
Усі їхні житла, храми і навіть палаци мали округлу форму. У плякласичний період (1200—1500 роки) зводяться прямокутні будови з округлими кутами.
Їхні житла були розраховані на великі родини — до 10 осіб, розраховані на декілька родин. Включали в себе усе необхідне — загони для худоби, господарські приміщення, комори. Мерців своїх ховали без зайвої помпезності, закопуючи їхні тіла під підлогою власної домівки.
В часи розквіти майстри уастеків зводили величні й потужні ступінчасті храми, прикладом яких є храм в Кастельо-де-Теайо. тут відбувається змішання уастекської і міштекської традицій.
Крім того, уастекські інженери і будівельники досягли значної майстерності у зведені гребель, водохвовищ (вони також мали округлу форму), великих комор, сворідних портових споруд.

### Скульптура
Монументальна скульптура класичного періоду представляє собою сильно пошкоджені кам'яні стели із зображеннями та якимись писемними знаками. Проте всі тексти дуже короткі й настільки погано збереглися, шо їх не вдалося дешифрувати чи бодай визначити тип уастецької традиційної писемності. Водночас невеличка кількість стел післякласичного періоду свідчить про значну майстерність.
Кам'яні надгробки уастеків дуже площинні, з барельєфами богів землі і кукурудзи, що мають з пишними головні убори. Усі вони вирізьблені з вапняку кремового кольору. За своєю формою і технікою нагадують аналогічні скульптури мая.
Водночас досягла значного рівня розвитку дрібна пластика, насамперед з глини і каменю. Знайдено величезну кількість глиняних антропоморфних статуеток, що датуються від перших століть н. е. до іспанського завоювання. Фігурки виконані виразно і живо, і практично не мають аналогів в мистецтві інших доіспанських культур. Вони характеризують культуру, зациклену на ритуалі. Більшість статуеток зображують жінок пишних форм, які відповідають різним божествам рослинності, але є і чоловічі статуетки. У всіх випадках стать фігурки позначений явно, можливо, як відзначають деякі дослідники, символізуючи культ, пов'язаний з плодючістю і родючістю. Досить часто зустрічаються зооморфні фігурки. В образі різних тварин часом виконувалися і музичні інструменти (наприклад, свистки у вигляді птахів або брязкальця у вигляді броненосців). Є фігурки, які були частиною прикрас або скульптур.
Відомо безліч виробів з кісток людини і тварин — гребінця, голки і ножі. Здебільшого це речі утилітарного призначення, але деякі з них були знайдені в гробницях.
З мушель уастеки часто вирізали знак бога вітру. У пізньому церемоніальному мистецтві візерунок у вигляді завитка, є одним із знаків бога Кецалькоатля. Бернардіно де Саагун посилався на орнамент асекаілакацкоскатль (asecailacatzcozcatl), «спіралеподібна вітрова коштовність». В іконографії цього бога часто зустрічається пектораль-мушля. Уастеки були широко відомими майстрами з виготовленню пекторалей і вушних вставок з мушель. Фігурки міфологічних істот і тварин, зроблені з перламутру, сповнені життя.

### Кераміка
Були прекрасними гончарями, виготовляли чудовий глиняний фаянс кремового кольору, прекрасно полірований, з чудовими рельєфами і малюнками. Їх керамічні вироби мали різноманітні форми.
Кераміка представлена типами «Пануко» і «Тушпан». Була класифікована періодами від I до VI. Згідно з цією класифікацією кераміка докласичного періоду I і II (? -300 роки) була однією з найдавніших типів кераміки. Вона сучасниця Монте-Албан I і II. Але кераміка цього типу була знайдена лише в регіоні Пануко.
Класичний період характеризується наявністю кераміки періоду III (300—650 роки) — дрібнозернистого полірування. Переважно форми і візерунки були місцевими, але зустрічаються, теотіуаканські гончарні вироби, що свідчить про наявність зв'язків з долиною Мехіко. Кераміка післякласичних періодів IV і V (750—1200 роки) демонструє багато схожих рис з типами кераміки з Ель-Тахіна і Теотіуакана, зокрема негативну розпис і техніку «втраченого кольору». Подібні візерунки були виявлені всередині піраміди Сонця і в долині Толука. Кераміка періоду V, зокрема червона на темно-жовтої поверхні кераміка Лас-Флорес, увібрала в себе риси багатьох культур. Знайдено схожі риси уастекської кераміки з керамікою острову Ісла-де-Сакріфісьос, Серро-Монтосо, Вівтар-де-лос-Кранеос Чолули, Чичен-Іца, Масапан і городищ долини Мехіко.
Кераміка періоду VI (1200-1500-ті роки) відповідає часу розквіту цивілізації Уастека. Вона проіснувала до іспанської конкісти, сучасна кераміка досі нагадує кераміку цього типу. Кераміка і статуетки з Теночтітлана були виявлені у верхніх шарах розкопок Табук, що свідчить про наявність торгівлі між областями в пізній післякласичний період. Разом з тим один місцевий тип кераміки, «уастека чорне на білому», став домінувати до кінця Періоду VI.

### Зовнішній вигляд. Традиції
Одяг обмежувався пов'язкою на стегнах та головним убором, а своє довге фарбоване волосся вони заплітали в коси. Чоловіки вкривали себе з голови до ніг татуюванням, фарбувалися у синій колір, підпилювали та інкрустували зуби пластинами із зеленого нефриту або чорного обсидіану, фарбували волосся у червоний або жовтий колір, штучно деформували свої черепи, проколювали носові перетинки, втикаючи туди трубочки або пір'я, на грудях носили пекторалі й сережки з різноманітних мушель. Частково зовнішний вигляд жінок був схожий на чоловічий.
Серед інших народів Месоамерики були відомі значними музикальними здібностями.
Уастеки сповідували моногамію.

### Свята
Для кожного свята уастеки готували пульке — міцну маїсову або агавову брагу, але споживали її вони чомусь не як усі інші народи Месоамерики, а тільки через своєрідну «клізму». Як виглядало таке святкування відомо лише з дописів іспанських хроністів. Але вони не розкривають сам процес.

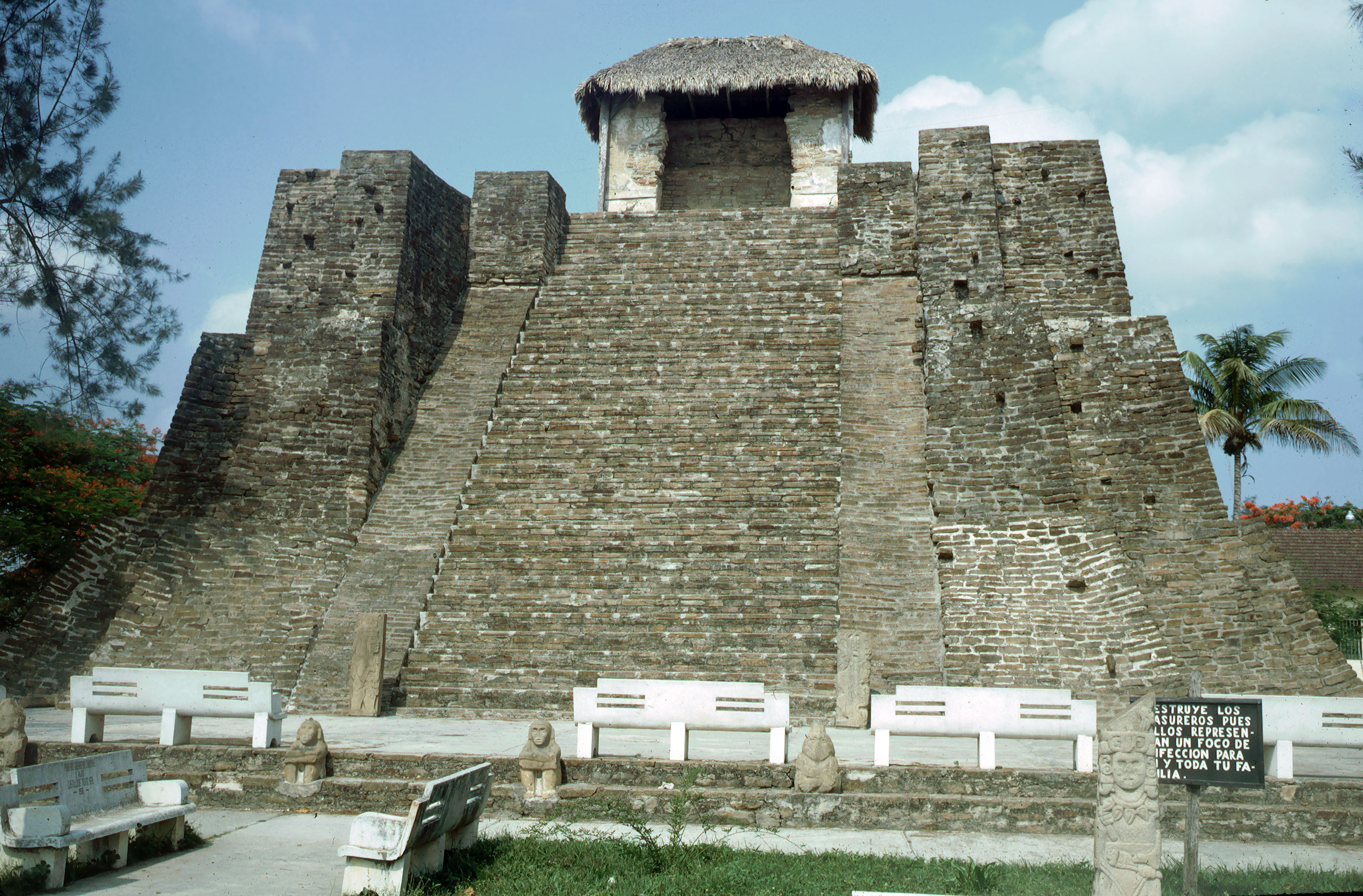
Храм уастеків в Кастельо-де-Теайо
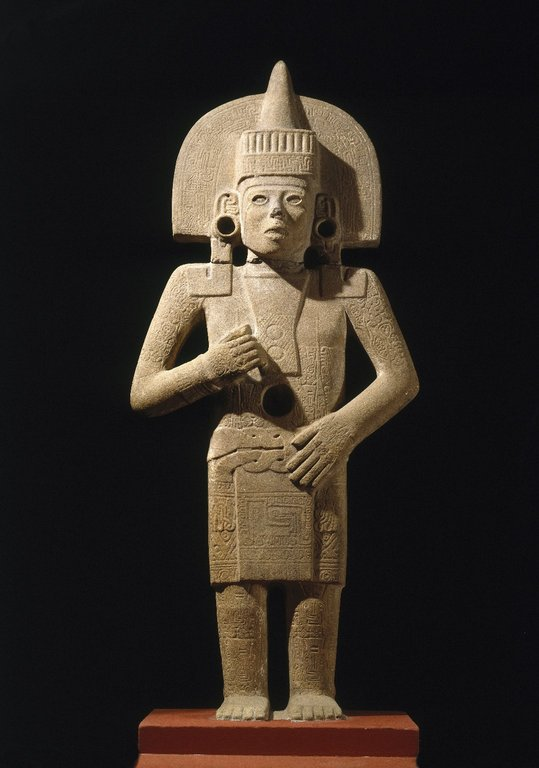
Статуетка. Кераміка. Період 900-1200 роки. Мистецтво уастеків
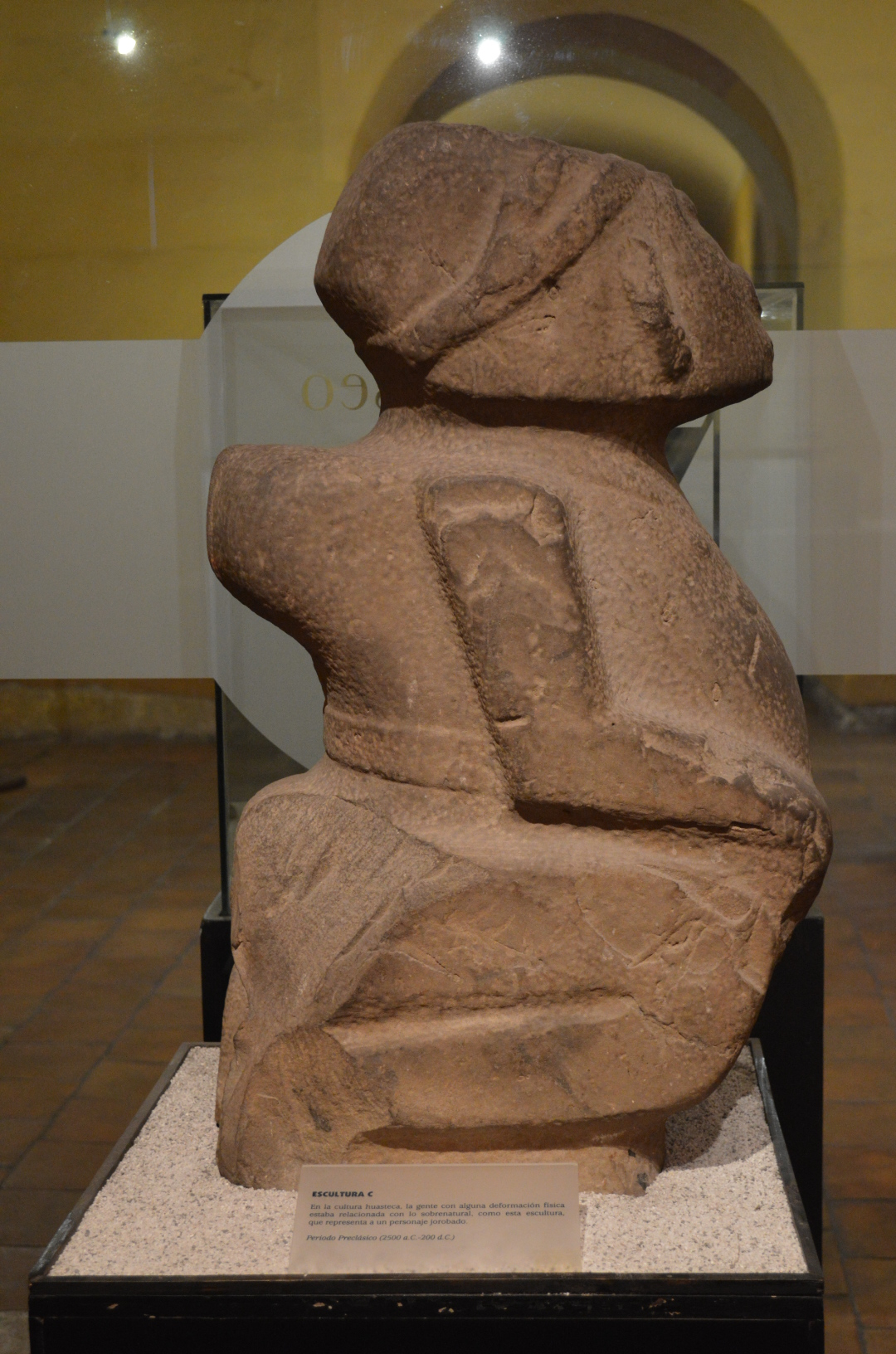
Скульптура уастеків 900-1200 роки.
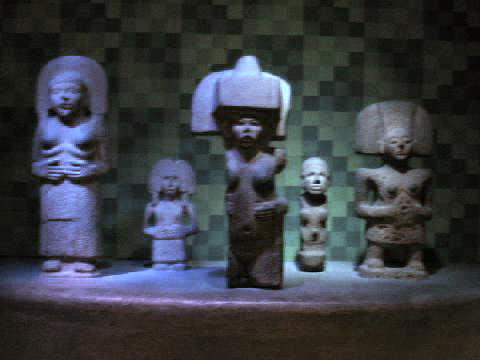
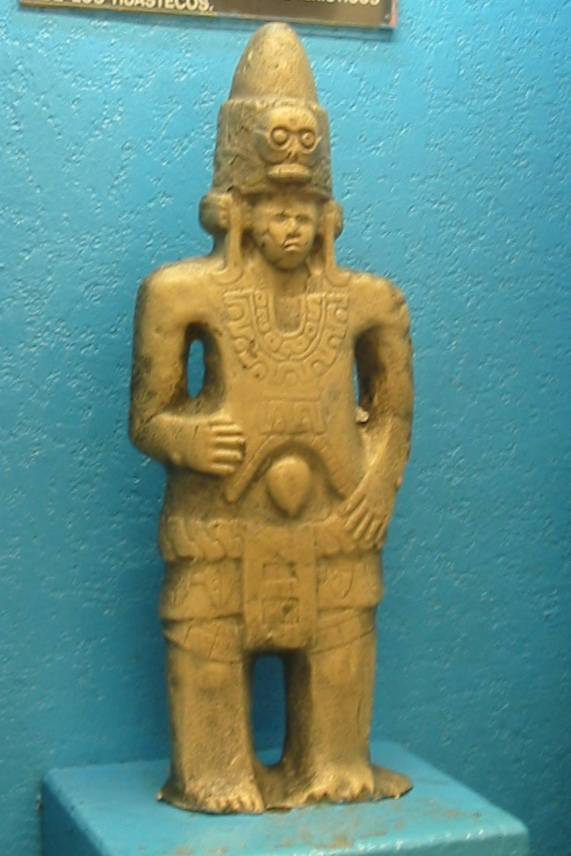
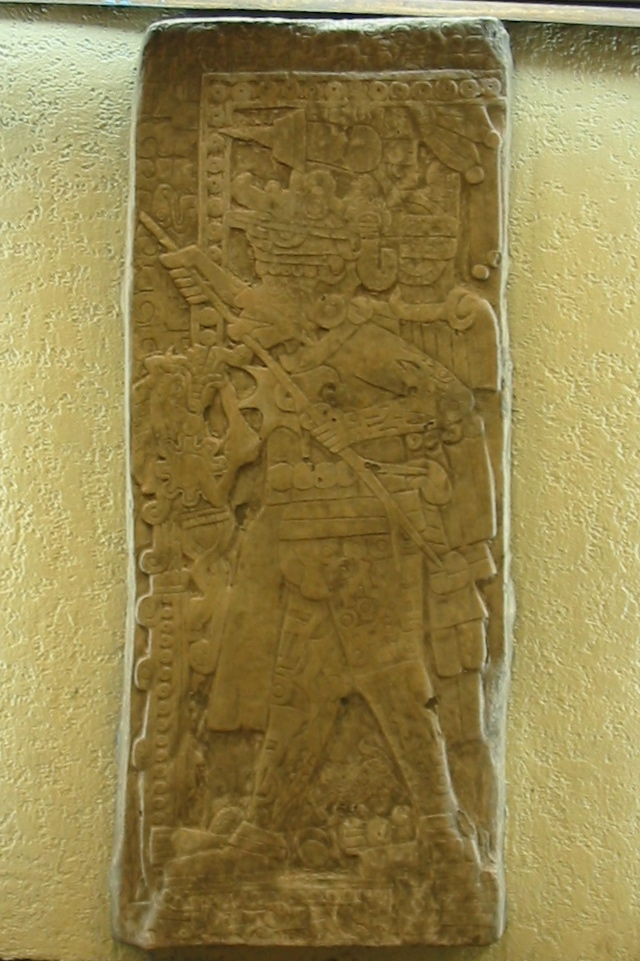
Стела уастеків. 1200-1500 роки.
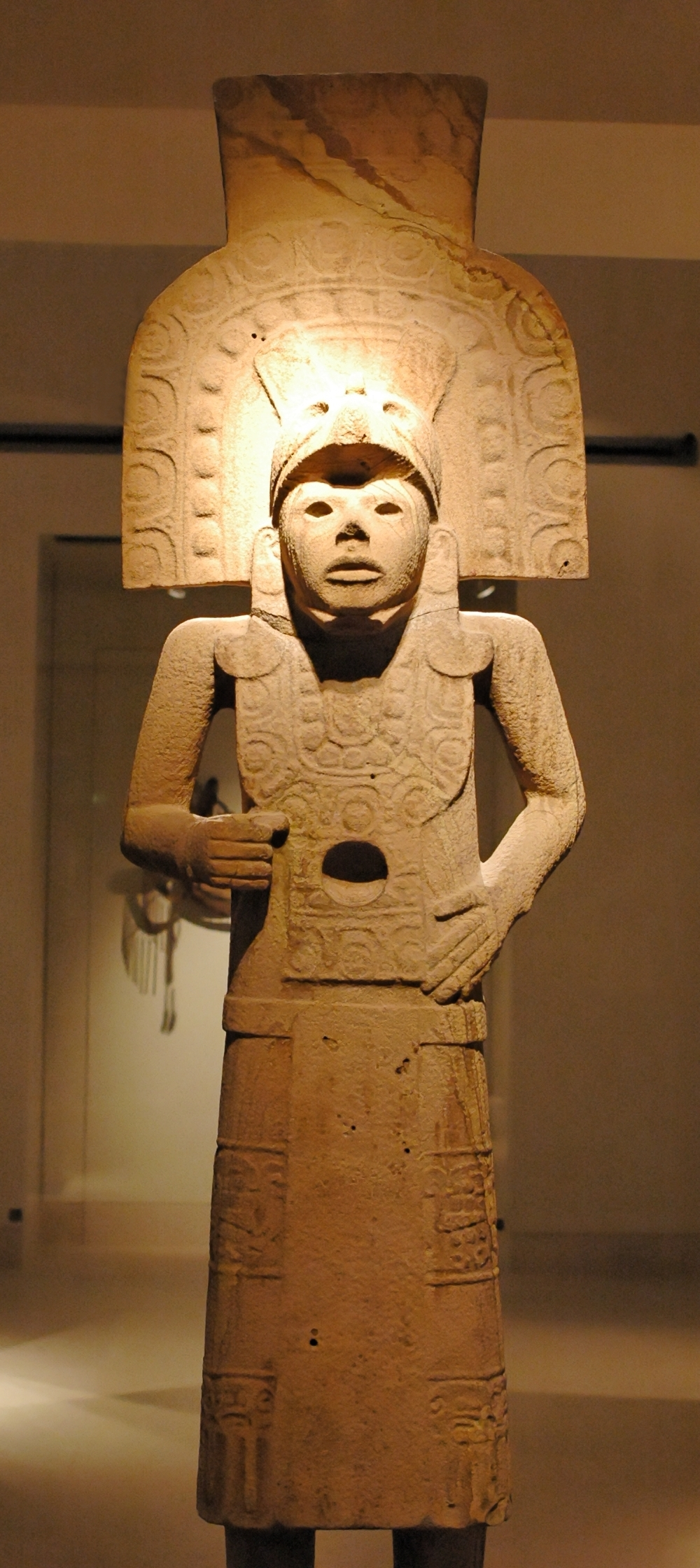